# ホーストカップ
ホーストカップ (Hoost Cup)は、日本の格闘技興行。アーネスト・ホーストがエグゼクティブ・プロデューサーを、土居龍晴が代表を務め、「アーネスト・ホーストジムJAPAN」が主催。2012年5月に名古屋国際会議場イベントホールで初開催し、大会の模様は中部日本放送で放送された。K-1ルールを採用し、全階級の試合を実施。